# Zoophthora lanceolata
Zoophthora lanceolata är en svampart som beskrevs av S. Keller 1980. Zoophthora lanceolata ingår i släktet Zoophthora och familjen Entomophthoraceae.   Inga underarter finns listade i Catalogue of Life.